# Bơi nghệ thuật tại Đại hội Thể thao châu Á 2022 – Đồng đội Nữ
Nội dung biểu diễn đồng đội nữ, bộ môn bơi nghệ thuật tại Đại hội Thể thao châu Á 2022 diễn ra từ ngày 6 đến ngày 8 tháng 10 năm 2023 tại Nhà thi đấu thể thao dưới nước của Trung tâm thể thao Olympic Hàng Châu.

## Lịch thi đấu
Tất cả các giờ đều là Giờ chuẩn Trung Quốc (UTC+08:00)
| Ngày                          | Giờ   | Nội dung          |
| ----------------------------- | ----- | ----------------- |
| Thứ Sáu, 6 tháng 10 năm 2023  | 19:30 | Acrobatic routine |
| Thứ Bảy, 7 tháng 10 năm 2023  | 19:30 | Technical routine |
| Chủ Nhật, 8 tháng 10 năm 2023 | 10:00 | Free routine      |

## Kết quả
Nguồn:
Chú thích
- R - Dự bị nhưng không tham dự bất kỳ nội dung nào

| Thứ hạng | Đội | Acrobatic | Technical | Free     | Tổng cộng |
| -------- | --- | --------- | --------- | -------- | --------- |
| 1        | Trung Quốc (CHN) · Chang Hao · Cheng Wentao · Feng Yu · Shi Haoyu · Wang Ciyue · Wang Liuyi · Wang Qianyi · Xiang Binxuan · Xiao Yanning · Zhang Yayi | 235.7534  | 291.4267  | 341.4875 | 868.9676  |
| 2        | Nhật Bản (JPN) · Moe Higa · Moeka Kijima · Tomoka Sato · Ayano Shimada · Ami Wada · Akane Yanagusawa · Mashiro Yasunaga · Megumu Yoshida · Moka Fujii(R)                                                                                                   | 222.3466  | 279.6672  | 329.2397 | 831.2535  |
| 3        | Kazakhstan (KAZ) · Nargiza Bolatova · Eteri Kakutia · Aigerim Kurmangaliyeva · Xeniya Makarova · Arina Myasnikova · Anna Pavletsova · Arina Pushkina · Yasmin Tuyakova · Zhaklin Yakimova · Zhaniya Zhiyenhazy                                             | 205.6333  | 223.5541  | 234.5543 | 663.7417  |
| 4        | CHDCND Triều Tiên (PRK) · Han Ryu-jong · Jong Mi-yon · Kim Il-sim · Min Hae-yon · Pak Hyon-a · Pak Rye-yon · So Jong-hui · Yun Kyong-ryong · Kang Una (R) · Kim Hyon-jong (R)                                                                              | 178.3133  | 235.8350  | 191.8896 | 606.0409  |
| 5        | Singapore (SGP) · Chong Yvette Ann · Lee Kiera Jia Xuan · Ong Rae Anne · Quah Yu Wei Eleanor · Soh Li Fei Debbie · Soh Posh Yu Tong · Soh Yue Tong Royce · Tai Vivien Wen Ting · Tan Claire Wen Yen · Yong Miya Hsing                                      | 159.9467  | 202.0863  | 213.5834 | 575.6164  |
| 6        | Hồng Kông (HKG) · Chong Eva · Chu Ka Wing Katherine · Nandini Dulani · Hung Sze Ching · Lam Nok Yan Lauren · Lau Haynee · Lee Chi Yin · Mok Ka Yan · Wong Wing Ka · Wu Kiu Lok                                                                             | 148.5166  | 176.3172  | 163.6627 | 488.4965  |
| 7        | Ma Cao (MAC) · Ao Weng I · Au Ieong Sin Ieng · Chan Ka Hei · Chau Cheng Han · Chio Un Tong · Constanca Sofia Gabriel Zhou · Lo Wai Lam · Shao Anlan · Zheng Zexuan · Chio Weng Tong (R)                                                                    | 151.4901  | 179.4118  | 156.5834 | 487.4853  |
| 8        | Thái Lan (THA) · Jinnipha Adisaisiributr · Kantinan Adisaisirubutr · Patrawee Chayawararak · Nannapat Duangprasert · Chantaras Jarupraditlert · Pongpimporn Pongsuwan · Supitchaya Songpan · Voranan Toomchay · Chalisa Sinsawat(R) · Nichapa Takiennut(R) | 150.9001  | 165.2154  | 160.5272 | 476.6427  |